# Catascia
Catascia là một chi bướm đêm thuộc họ Geometridae.